# Koningin van alle mensen
Koningin van alle mensen (pol. Królowa wszystkich ludzi) – piosenka grupy holenderskich artystów napisana w hołdzie holenderskiej królowej Beatrix, która abdykowała 30 kwietnia 2013 roku. 
Została zainicjowana przez Alberta Verlinde i Winstona Gerschtanowitza. Nagranie zostało wykonane 9 kwietnia 2013 roku, a kilku holenderskich piosenkarzy i muzyków, wydało ją w dniu 16 kwietnia 2013 roku i osiągnęła nr 1 na holenderskim wykresie iTunes.

## Artyści wykonujący piosenkę
- Najib Amhali
- Willeke Alberti
- Frans Bauer
- Jeroen van der Boom
- Xander de Buisonjé
- Pia Douwes
- Tim Douwsma
- Edwin Evers
- Danny Froger
- René Froger
- Winston Gerschtanowitz
- Josje Huisman
- Wolter Kroes
- Lieke van Lexmond
- Ralf Mackenbach
- Danny de Munk
- Sandra Reemer
- Albert Verlinde